# USS Jarrett (FFG-33)
O USS Jarrett foi uma fragata operada pela Marinha dos Estados Unidos e a vigésima quinta embarcação da Classe Oliver Hazard Perry. Sua construção começou em fevereiro de 1981 no Todd Pacific Shipyards em Los Angeles, na Califórnia, e foi lançado ao mar em outubro do mesmo ano, sendo comissionado na frota norte-americana em julho de 1983. Era armado com lançadores de mísseis antinavio e terra-ar mais um canhão de 76 milímetros, tinha um deslocamento carregado de mais de quatro mil toneladas e alcançava uma velocidade máxima de 29 nós.
O Jarrett participou da Operação Earnest Will entre maio e novembro de 1987, quando ajudou a escoltar navios-tanques no Golfo Pérsico durante a Guerra Irã-Iraque, também auxiliando na captura da lancha de desembarque iraniana Iran Ajr. Voltou para a região entre dezembro de 1990 e junho de 1991 na intervenção norte-americana na Guerra do Golfo. O Jarrett depois disso teve uma carreira relativamente tranquila de serviço pelo Oceano Pacífico. Ele foi descomissionado em 26 de maio de 2011 e transferido para a Frota de Reserva, sendo desmontado a partir de 2015.